# 박기제
박기제(朴基濟, 1896년~?)는 한국의 독립운동가이다.

## 생애
만주로 망명해 27결사대에 가입하여 이탁(李鐸), 손창준(孫昌俊), 차병제(車秉濟), 박진태(朴鎭台), 안경식(安景植), 박기한(朴基寒) 등과 을사오적 암살을 계획했다.
1919년 3월 5일, 계획이 탄로 나 동료들이 일경에 붙잡히자 그는 만주로 돌아갔다. 이후 만주에서도 독립운동을 계속해서 전개하다가 동료 8명과 같이 붙잡혀 경성지방법원에서 징역 8년형을 선고받았다.
1963년에 대한민국 정부는 그의 공훈을 기려 건국훈장 독립장을 추서했다.